# حیوانات شب‌زی (فیلم)
حیوانات شبگرد (به انگلیسی: Nocturnal Animals) فیلمی در ژانر نئو-نوآر، مهیج و تریلر روان‌شناختی به نویسندگی و کارگردانی تام فورد و محصول سال ۲۰۱۶ ایالات متحده آمریکا است، که اقتباسی از رمان «تونی و سوزان»، به قلم آستین رایت در سال ۱۹۹۳ به‌شمار می‌رود. در این فیلم بازیگرانی همچون جیک جیلنهال، ایمی آدامز، آرون تایلر-جانسون، مایکل شنون، آیلا فیشر، لورا لینی و آرمی همر ایفای نقش می‌کنند.
فیلم‌برداری حیوانات شب‌زی از ۵ اکتبر ۲۰۱۵ در لس آنجلس، کالیفرنیا آغاز شد و نخستین نمایش آن در ۲ سپتامبر ۲۰۱۶ در طی جشنواره فیلم ونیز بود. این فیلم در تاریخ ۱۸ نوامبر ۲۰۱۶ توسط فوکس فیچرز در ایالات متحده اکران شد. فیلم با تحسین اغلب منتقدان همراه بود و در گیشه هم به توفیقی نسبی رسید.
حیوانات شب‌زی در سه رشته نامزد گلدن گلوب بود که موفق شد جایزه بهترین بازیگر نقش مکمل مرد برای فیلم درام را برای آرون تایلر-جانسون به خود اختصاص دهد. نقاط قوت اصلی فیلم داستان جذاب و پیچیده و بازی بازیگران به خصوص آرون تایلر-جانسون اعلام شده‌است. این فیلم همچنین در هشتاد و نهمین دوره جوایز اسکار نامزد دریافت جایزه اسکار بهترین بازیگر نقش مکمل مرد برای مایکل شنون شده بود، اما این جایزه به ماهرشالا علی برای بازی در فیلم مهتاب تعلق گرفت.

## داستان
سوزان یک گالری‌دار موفق است که مدتی است از شوهرش ادوارد که نویسنده بوده‌است طلاق گرفته ولی وقتی کتاب جدید همسر سابقش که چاپ نشده به‌طور ظاهراً اتفاقی به او می‌رسد او با خواندن کتاب متوجه شباهت‌های فراوان بین داستان کتاب با زندگی واقعیش می‌شود و فکر می‌کند شوهر سابقش دیوانه شده و در فکر قتل اوست.

## بازیگران

### در دنیای واقعی
- ایمی آدامز در نقش «سوزان مارو»
- جیک جیلنهال در نقش «ادوارد شفیلد»
- آرمی همر در نقش «هاتن مارو»
- لورا لینی در نقش «ان ساتن»
- آندره‌آ ریسبرو در نقش «آلیسیا هولت»
- مایکل شین در نقش «کارلوس هولت»
- ایندیا منواز در نقش «سامانتا مارو»
- زوی اشتن در نقش «الکس»
- جنا مالون در نقش «سِیج راس»
- کریستین باور وان استراتن در نقش «سامانت ون هلسینگ»

### شخصیت‌های خیالی (در رمان)
- جیک جیلنهال در نقش «تونی هیستینگز»
- مایکل شنون در نقش «کارآگاه بابی آندِس»
- آرون تایلر-جانسون در نقش «رِی مارکوس»
- آیلا فیشر در نقش «لورا هیستینگز»
- الی بمبر در نقش «ایندیا هیستینگز»
- کارل گلاسمن در نقش «لوبیتز»
- رابرت آرمایو در نقش «استیو آدامز (ترک)»
- گراهام بکل در نقش «ستوان گِریوز»

## نامزدی و جوایز

### هفتاد و چهارمین مراسم گلدن گلوب
- برنده جایزه بهترین بازیگر نقش مکمل مرد فیلم درام برای آرون تایلر-جانسون
- نامزد بهترین فیلمنامه اقتباسی برای تام فورد
- نامزد بهترین کارگردانی برای تام فورد

### هشتاد و نهمین دوره جوایز اسکار
- نامزد دریافت جایزه اسکار بهترین بازیگر نقش مکمل مرد برای مایکل شنون